# ジャクソン (ニュージャージー州)
ジャクソン（Jackson）は、アメリカ合衆国ニュージャージー州のオーシャン郡にある町（タウンシップ）。
人口は5万8544人（2020年）。ニューヨーク・マンハッタンの南100キロメートルに位置している。地名はアンドリュー・ジャクソン大統領に由来する。
大型遊園地「シックス・フラッグス・グレート・アドベンチャー」の所在地として有名である。町内に鉄道駅はないがニュージャージー・トランジットのバスがニューヨークと連絡している。

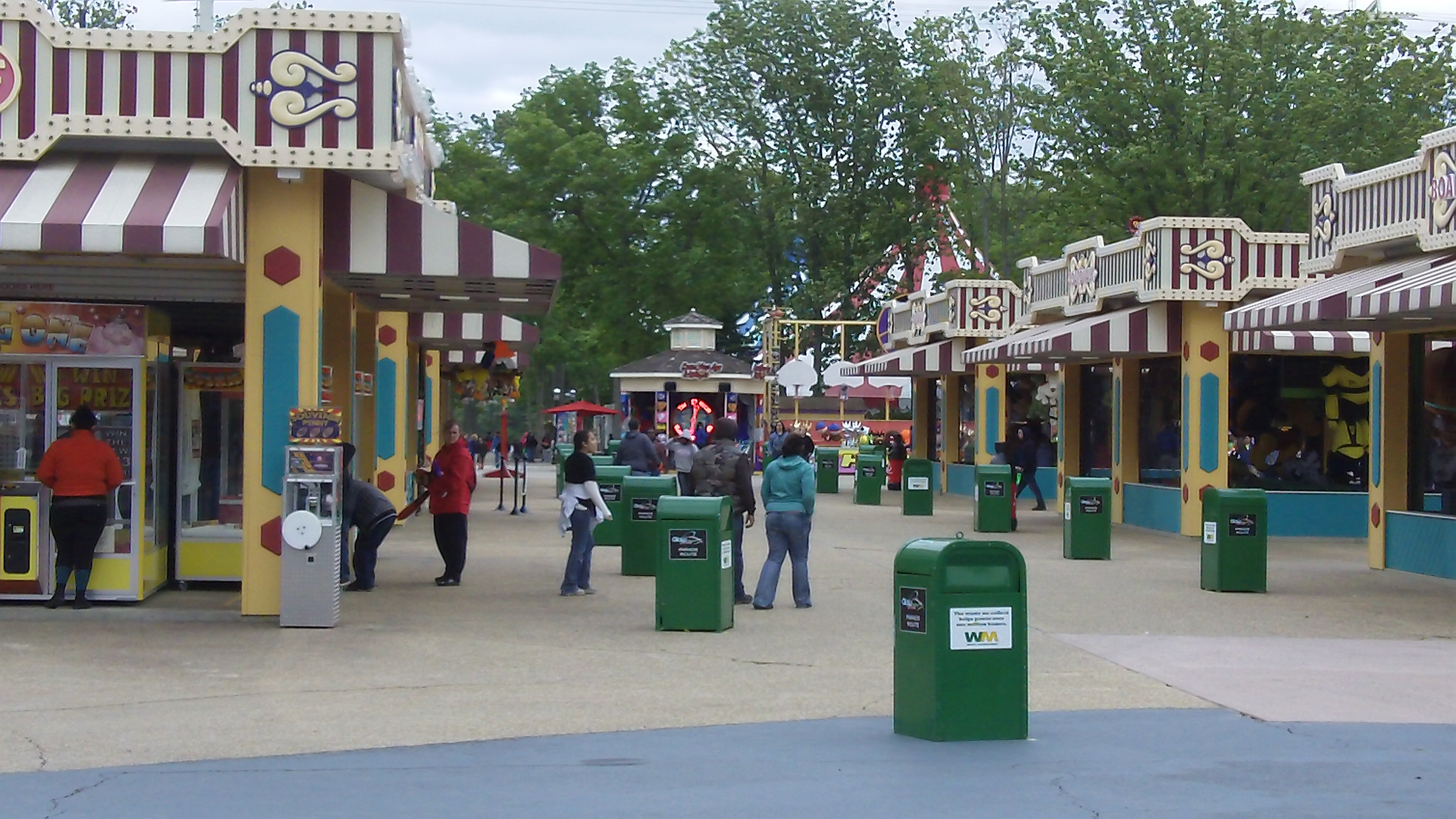
シックス・フラッグス・グレート・アドベンチャー